# Sofia Antonia di Brunswick-Wolfenbüttel
Sofia Antonia di Brunswick-Wolfenbüttel (Wolfenbüttel, 13 gennaio 1724 – Coburgo, 17 maggio 1802) fu la nonna di Leopoldo I del Belgio e bis-nonna di Leopoldo II, di Carlotta del Belgio, poi imperatrice del Messico, della regina Vittoria del Regno Unito, e di suo marito il principe Alberto.

## Biografia

### Infanzia

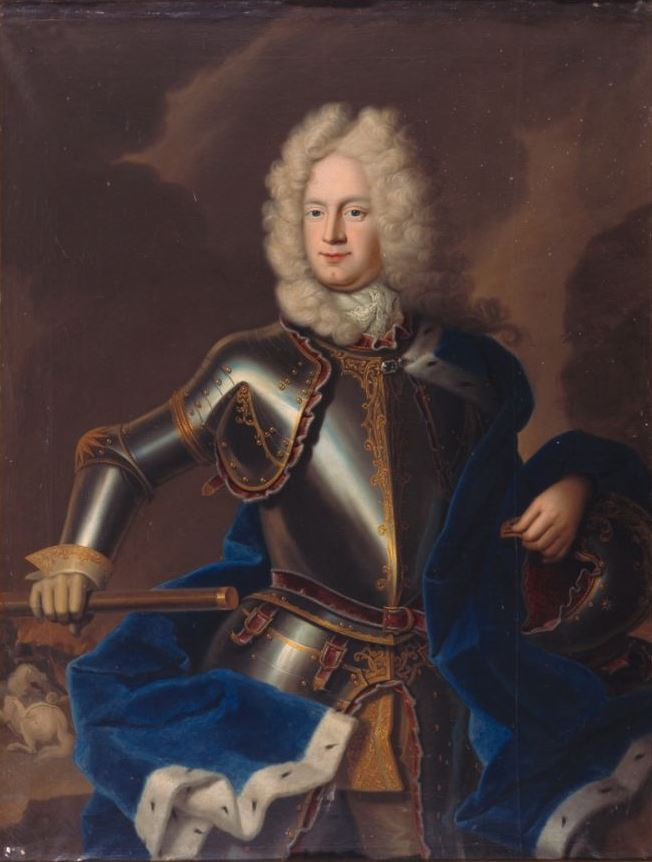
Ferdinando Alberto II di Brunswick-Lüneburg

Sofia Antonia era la decima dei diciassette figli del duca Ferdinando Alberto II di Brunswick-Lüneburg.

### Matrimonio

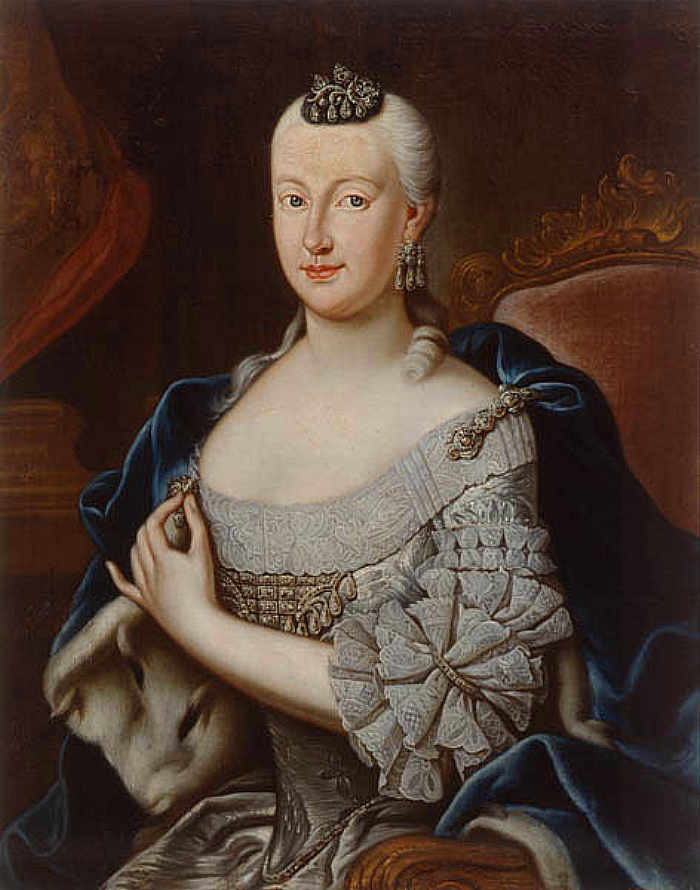
Sofia Antonia di Brunswick-Wolfenbüttel

Sposò il duca Ernesto Federico di Sassonia-Coburgo-Saalfeld il 23 aprile del 1749 a Wolfenbüttel. Tra i suoi bisnipoti degni di nota vi furono il principe Alberto, la regina Vittoria del Regno Unito, Ferdinando II del Portogallo, l'imperatrice Carlotta del Messico e Leopoldo II del Belgio.

### Morte

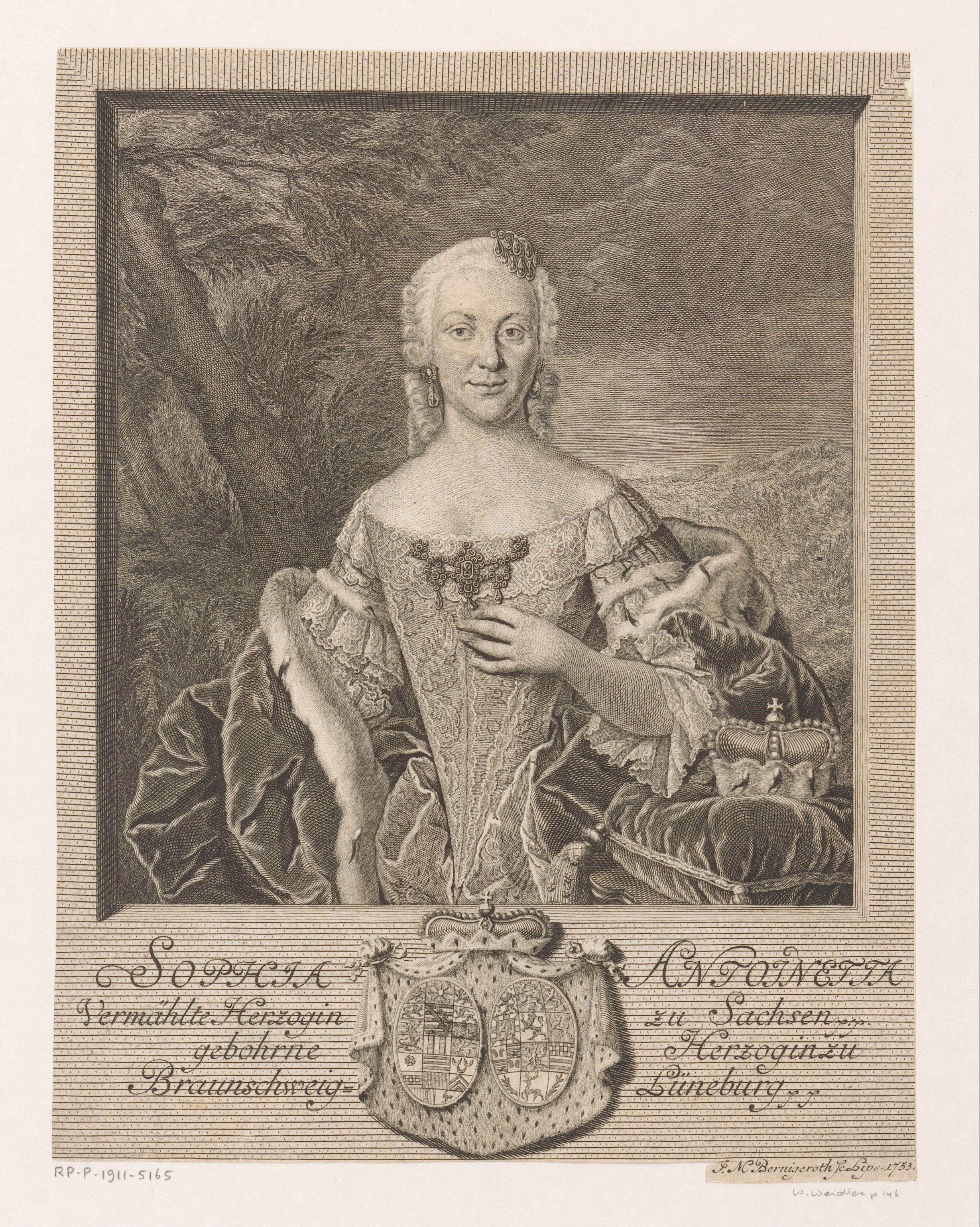
Sofia Antonia in una stampa d'epoca

La Duchessa morì il 17 maggio 1802 a Coburgo.

## Discendenza
Sofia Antonia ed Ernesto Federico ebbero sette figli:
1. il duca Francesco Federico di Sassonia-Coburgo-Saalfeld (Coburgo, 15 luglio 1750 - 9 dicembre 1806), padre di Leopoldo I del Belgio e nonno di Leopoldo II, di Carlotta del Belgio, poi imperatrice del Messico, della regina Vittoria del Regno Unito, e di suo marito il principe Alberto.
2. Carlo Guglielmo Ferdinando (Coburgo, 21 novembre 1751 - 16 febbraio 1757).
3. Federica Giuliana (Coburgo, 14 settembre 1752 - Coburgo, 24 settembre 1752).
4. Carolina Ulrica Amalia (Coburgo, 19 ottobre 1753 - 1º ottobre 1829), suora a Gandersheim.
5. Luigi Carlo Federico (Coburgo, 2 gennaio 1755 - 4 maggio 1806); ebbe un figlio illegittimo da una certa mademoiselle Brutel de la Riviére: Luigi Federico Emilio di Coburgo (Hildburghausen, 1779 Coburgo, 1827). A loro volta, i cinque figli di Luigi Federico furono creati Freiherren von Coburg. I suoi discendenti sono ancora in vita.
6. Ferdinando Augusto Enrico (Coburgo, 12 aprile 1756 - 8 luglio 1758).
7. Federico (Coburgo, 4 marzo - 26 giugno 1758).

## Ascendenza
|                                             |                                      |                                                              | Genitori                                              |  |  | Nonni |  |  | Bisnonni                      |  |  | Trisnonni                        |  |
|                                             |                                      |                                                              |                                                       |  |  |       |  |  | Augusto di Brunswick-Lüneburg |  |  | Enrico III di Brunswick-Lüneburg |  |
|                                             |                                      |                                                              |                                                       |  |  |       |  |  | Augusto di Brunswick-Lüneburg |  |  | Enrico III di Brunswick-Lüneburg |  |
|                                             |                                      | Ursula di Sassonia-Lauenburg                                 |                                                       |  |  |       |  |  | Augusto di Brunswick-Lüneburg |  |  |                                  |  |
| Ferdinando Alberto I di Brunswick-Lüneburg  |                                      |                                                              |                                                       |  |  |       |  |  | Augusto di Brunswick-Lüneburg |  |  |                                  |  |
|                                             |                                      | Sofia Elisabetta di Meclemburgo-Güstrow                      | Giovanni Alberto II di Meclemburgo-Güstrow            |  |  |       |  |  |                               |  |  |                                  |  |
|                                             |                                      | Sofia Elisabetta di Meclemburgo-Güstrow                      | Giovanni Alberto II di Meclemburgo-Güstrow            |  |  |       |  |  |                               |  |  |                                  |  |
|                                             |                                      | Sofia Elisabetta di Meclemburgo-Güstrow                      | Margherita Elisabetta di Meclemburgo-Güstrow          |  |  |       |  |  |                               |  |  |                                  |  |
| Ferdinando Alberto II di Brunswick-Lüneburg |                                      | Sofia Elisabetta di Meclemburgo-Güstrow                      |                                                       |  |  |       |  |  |                               |  |  |                                  |  |
|                                             |                                      | Federico d'Assia-Eschwege                                    | Maurizio d'Assia-Kassel                               |  |  |       |  |  |                               |  |  |                                  |  |
|                                             |                                      | Federico d'Assia-Eschwege                                    | Maurizio d'Assia-Kassel                               |  |  |       |  |  |                               |  |  |                                  |  |
|                                             |                                      | Federico d'Assia-Eschwege                                    | Giuliana di Nassau-Dillenburg                         |  |  |       |  |  |                               |  |  |                                  |  |
| Cristina d'Assia-Eschwege                   |                                      | Federico d'Assia-Eschwege                                    |                                                       |  |  |       |  |  |                               |  |  |                                  |  |
|                                             |                                      | Eleonora Caterina del Palatinato-Zweibrücken-Kleeburg        | Giovanni Casimiro del Palatinato-Zweibrücken-Kleeburg |  |  |       |  |  |                               |  |  |                                  |  |
|                                             |                                      | Eleonora Caterina del Palatinato-Zweibrücken-Kleeburg        | Giovanni Casimiro del Palatinato-Zweibrücken-Kleeburg |  |  |       |  |  |                               |  |  |                                  |  |
|                                             |                                      | Eleonora Caterina del Palatinato-Zweibrücken-Kleeburg        | Caterina Vasa                                         |  |  |       |  |  |                               |  |  |                                  |  |
| Sofia Antonia di Brunswick-Wolfenbüttel     |                                      | Eleonora Caterina del Palatinato-Zweibrücken-Kleeburg        |                                                       |  |  |       |  |  |                               |  |  |                                  |  |
|                                             | Antonio Ulrico di Brunswick-Lüneburg | Augusto di Brunswick-Lüneburg                                |                                                       |  |  |       |  |  |                               |  |  |                                  |  |
|                                             | Antonio Ulrico di Brunswick-Lüneburg | Augusto di Brunswick-Lüneburg                                |                                                       |  |  |       |  |  |                               |  |  |                                  |  |
|                                             | Antonio Ulrico di Brunswick-Lüneburg | Dorotea di Anhalt-Zerbst                                     |                                                       |  |  |       |  |  |                               |  |  |                                  |  |
| Luigi Rodolfo di Brunswick-Lüneburg         | Antonio Ulrico di Brunswick-Lüneburg |                                                              |                                                       |  |  |       |  |  |                               |  |  |                                  |  |
|                                             |                                      | Elisabetta Giuliana di Schleswig-Holstein-Sonderburg-Norburg | Federico di Schleswig-Holstein-Sonderburg-Norburg     |  |  |       |  |  |                               |  |  |                                  |  |
|                                             |                                      | Elisabetta Giuliana di Schleswig-Holstein-Sonderburg-Norburg | Federico di Schleswig-Holstein-Sonderburg-Norburg     |  |  |       |  |  |                               |  |  |                                  |  |
|                                             |                                      | Elisabetta Giuliana di Schleswig-Holstein-Sonderburg-Norburg | Eleonora di Anhalt-Zerbst                             |  |  |       |  |  |                               |  |  |                                  |  |
| Antonietta Amalia di Brunswick-Wolfenbüttel |                                      | Elisabetta Giuliana di Schleswig-Holstein-Sonderburg-Norburg |                                                       |  |  |       |  |  |                               |  |  |                                  |  |
|                                             |                                      | Alberto Ernesto I di Oettingen-Oettingen                     | Gioacchino Ernesto di Oettingen-Oettingen             |  |  |       |  |  |                               |  |  |                                  |  |
|                                             |                                      | Alberto Ernesto I di Oettingen-Oettingen                     | Gioacchino Ernesto di Oettingen-Oettingen             |  |  |       |  |  |                               |  |  |                                  |  |
|                                             |                                      | Alberto Ernesto I di Oettingen-Oettingen                     | Anna Dorotea di Hohenlohe-Neuenstein-Gleichen         |  |  |       |  |  |                               |  |  |                                  |  |
| Cristina Luisa di Oettingen-Oettingen       |                                      | Alberto Ernesto I di Oettingen-Oettingen                     |                                                       |  |  |       |  |  |                               |  |  |                                  |  |
|                                             |                                      | Cristina Federica di Württemberg                             | Eberardo III di Württemberg                           |  |  |       |  |  |                               |  |  |                                  |  |
|                                             |                                      | Cristina Federica di Württemberg                             | Eberardo III di Württemberg                           |  |  |       |  |  |                               |  |  |                                  |  |
|                                             |                                      | Cristina Federica di Württemberg                             | Anna Caterina di Salm-Kyrburg                         |  |  |       |  |  |                               |  |  |                                  |  |
|                                             |                                      | Cristina Federica di Württemberg                             |                                                       |  |  |       |  |  |                               |  |  |                                  |  |